# Водное поло на летней Универсиаде 1970
Ватерпольный турнир на летней Универсиаде 1970 проходил в Турин (Италия). Соревновались мужские сборные команды. Чемпионом Универсиады стала сборная Советского союза.

## Медальный зачёт
| Место | Страна  | Золото | Серебро | Бронза | Всего |
| ----- | ------- | ------ | ------- | ------ | ----- |
| 1     | СССР    | 1      | 0       | 0      | 1     |
| 2     | Италия  | 0      | 1       | 0      | 1     |
| 3     | Венгрия | 0      | 0       | 1      | 1     |

| Чемпион Универсиады по водному поло 1970 |
| ---------------------------------------- |
| СССР Первый титул                        |

## Состав победителя
| Золото |
| СССР: · Юрий Митянин · Николай Мельников · Александр Кабанов · Леонид Тищенко · Сергей Бондаренко · Александр Зеленцов · Владимир Ковель · Виталий Романчук · Тренер- Михаил Рыжак |

## Ссылка
- Universiade water polo medalists on HickokSports (англ.)